# Call Jane
Call Jane è un film del 2022 diretto da Phyllis Nagy.

## Trama
Joy è una casalinga come tante, negli Stati uniti degli anni '60. La sua seconda gravidanza, dopo quindici anni dalla prima, le procura una grave cardiopatia. La donna, con l'aiuto del marito penalista, chiede all'ospedale la possibilità di abortire. Il permesso le viene negato.
Joy decide così, di nascosto dalla famiglia, di chiedere aiuto ad un'organizzazione segreta che si occupa di interruzioni di gravidanza. La donna conosce così Virginia e altre donne, entrando in un nuova realtà che le cambierà la vita.